# باولو بورتو (لاعب كرة قدم)
باولو بورتو (بالبرتغالية: Paulo Porto‏) هو لاعب كرة قدم ومدرب كرة قدم برازيلي، ولد في 27 سبتمبر 1951 في Taquari ‏ في البرازيل.